# 阿里阿拉特四世

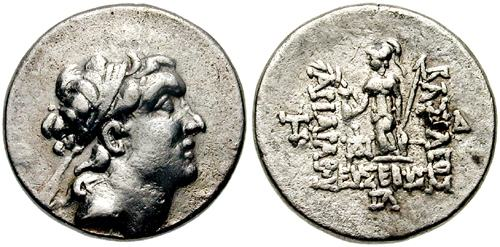
Ariarathes IV of Cappadocia

阿里阿拉特四世（敬神者）（？—前163年）卡帕多细亚王國的第二个国王（前220年—前163年）。阿里阿拉特三世和斯特拉托妮可之子。他在幼年時就繼承王位，統治57年。
他娶了塞琉古國王安条克三世的女兒安條尼絲，雙方結盟，安條克三世與羅馬共和國爆發羅馬-塞琉古戰爭，他援助塞琉古。但在安條克于前190年的馬格尼西亞戰役惨败于羅馬后，阿里阿拉特四世在前188年與羅馬簽訂和約，並獲得一個較寬和的和約。不久，她的女兒斯特拉托妮可嫁給帕加馬国王歐邁尼斯二世，並與羅馬結盟。
前183年—前179年，阿里阿拉特四世与帕加馬国王歐邁尼斯二世，及比提尼亚国王联盟对本都国王法尔纳克一世作战，迫使后者归还吞并的地区。前164年波利比烏斯提到在塞琉古國王安條克四世逝世後有一個羅馬大使派去會見阿里阿拉特四世。
他的王后安條尼絲起初並沒有生下任何一個孩子，於是冒稱兩個孩子阿里阿拉特、歐洛斐涅斯（Orophernes）是她自己生的，並介紹給阿里阿拉特四世認識。然而這一個謊話一直到安條尼絲真的為阿里阿拉特四世生下兒子米特里達梯，即後來的阿里阿拉特五世後才主動揭穿，並告訴阿里阿拉特四世先前的孩子是假的，於是那兩個假王子阿里阿拉特被送到羅馬，歐洛斐涅斯被送到愛奧尼亞。另外，阿里阿拉特四世和王后安條尼絲還有兩個女兒。

## 腳註
1. ↑   西西里的狄奧多羅斯, Bibliotheca, xxxi. 3; 查士丁, xxix. 1; 波利比烏斯, iv. 2
2. ↑   Livy, xxxvii. 31, xxxviii. 38, 39; Polybius, xxi. 43, 47, xxiv. 8, 9, xxv. 2, xxxi. 13, 14, 17; 阿庇安, "The Syrian Wars", 5, 32, 42; 西西里的狄奧多羅斯, xxxi. 3

## 來源
- 阿庇安, The foreign wars （页面存档备份，存于）, Horace White (譯者), 紐約, (1899)
- Hazel, John; Who's Who in the Greek World, "Ariarathes IV", (1999)
- Head, Barclay; Historia Numorum, "Cappadocia" （页面存档备份，存于）, (1911)
- 查士丁; Epitome of Pompeius Trogus （页面存档备份，存于）, John Selby Watson (譯者); 倫敦, (1886)
- 李維; 從羅馬建城開始, Canon Roberts (譯者); 紐約, (1905)
- 波利比烏斯; Histories （页面存档备份，存于）, Evelyn S. Shuckburgh (譯者); 倫敦 - 紐約, (1889)
- 威廉·史密斯，《希腊羅馬的神話和傳記辭典》,,  "Ariarathes IV", 波士頓, (1867)
- Christian Settipani, Les Ancêtres de Charlemagne (France: Éditions Christian, 1989).

| 統治者頭銜            | 統治者頭銜                       | 統治者頭銜            |
| --------------------- | -------------------------------- | --------------------- |
| 前任： 阿里阿拉特三世 | 卡帕多细亚国王 前220年 – 前163年 | 繼任： 阿里阿拉特五世 |